# Come Hell or High Water
Albums de Deep Purple
In the Absence of Pink: Knebworth '85
(1991) King Biscuit Flower Hour Presents: Deep Purple in Concert
(1995)
Come Hell or High Water est un album disponible en CD et en DVD du groupe britannique de hard rock Deep Purple sorti en 1994. 

## Contenu
Le CD contient des morceaux extraits des deux concerts, à la SchleyerHalle de Stuttgart et au National Exhibition Center de Birmingham, donnés en 1993 par la Mark II reformée du groupe, peu avant le départ de Ritchie Blackmore, et qui ressortiront intégralement, d'abord en un seul coffret de quatre CD (deux CD correspondant à un concert) en 2006, puis séparément en 2007, sous le titre de Live in Europe 1993. 
Le DVD, quant à lui, retrace l'intégralité du concert de Birmingham, avec un morceau en moins que sur le CD, Hush. Ce concert est également entrecoupé d'interviews des membres du groupe, sauf Blackmore. Dans ces interviews, ils se disent indignés de l'attitude sur scène de Blackmore : lors de ce concert, le groupe commence à jouer le premier morceau, Highway Star, sans Blackmore ; pour cause, dans un premier temps, celui-ci refuse de monter sur scène, et ne se décide à entrer qu'au moment de son solo, pendant lequel il passe derrière Gillan et jette un verre d'eau sur la caméra qui filme Gillan. Par la suite, Blackmore ne reste sur scène que pour ses solos, ou presque. Et enfin, une fois le dernier morceau (Smoke on the Water) terminé, au lieu de rester sur scène avec les autres membres du groupe pour le salut final, il s'empresse de partir.

## Titres
Toutes les chansons sont créditées Blackmore, Gillan, Glover, Lord, Paice, sauf mention contraire.
Il existe des versions US, canadienne, et japonaise, comprenant quelques titres supplémentaires. Comme à l'accoutumée, la version japonaise est la plus fournie en titres.

### CD
1. Highway Star – 6:40
2. Black Night – 5:40
3. A Twist in the Tale (Blackmore, Gillan, Glover) – 4:27
4. Perfect Strangers (Blackmore, Gillan, Glover) – 6:52
5. Anyone's Daughter – 3:57
6. Child in Time – 10:48
7. Anya (Blackmore, Gillan, Glover, Lord) – 12:13
8. Speed King – 7:29
9. Burn (Blackmore, Coverdale, Lord, Paice)
10. Smoke on the Water – 10:26

### DVD
1. Highway Star
2. Black Night
3. Talk About Love
4. A Twist in the Tale
5. Perfect Strangers
6. Beethoven's Ninth
7. Knocking at Your Back Door
8. Anyone's Daughter
9. Child in Time
10. Anya
11. The Battle Rages On
12. Lazy
13. Space Truckin'
14. Woman From Tokyo
15. Paint It Black
16. Smoke on the Water

## Musiciens
- Ritchie Blackmore : guitare
- Ian Gillan : chant
- Roger Glover : basse
- Jon Lord : claviers
- Ian Paice : batterie